# Problognathia minima
Problognathia minima är en djurart som tillhör fylumet käkmaskar, och som beskrevs av Wolfgang Sterrer och Farris 1975. Problognathia minima ingår i släktet Problognathia och familjen Problognathiidae. Inga underarter finns listade i Catalogue of Life.